# Campionat del món d'escacs de 1986
El Campionat del món d'escacs de 1986 es va disputar entre Anatoli Kàrpov i Garri Kaspàrov a Londres i Leningrad (Sant Petersburg) des del 28 de juliol al 8 d'octubre de 1986, i es va jugar en exercici del dret a jugar un matx de revenja que tenia en Kàrpov després d'haver perdut la final del Campionat del món de 1985. En Kaspàrov va guanyar novament, per 12½ a 11½, i va reternir el títol.
Aquest matx fou el tercer campionat mundial disputat entre Kaspàrov i Kàrpov, que s'havien enfrontat per primera vegada en el Campionat del món de 1984, que va ser interromput, pel president de la FIDE després de cinc mesos i 48 partides jugades, amb un marcador de 5-3 per Kàrpov. Com a repetició del matx es va organitzar llavors el Campionat del món de 1985, al millor de 24 partides, amb dret de revenja l'any següent per Kàrpov en cas que perdés.

## Organització
Originalment, el campionat del món s'hauria d'haver jugat, a petició de Kàrpov, al febrer, només tres mesos després del final del matx de 1985 (que va finalitzar el 9 de novembre). Kaspàrov s'hi va negar a despit de l'amenaça del president de la FIDE, Florencio Campomanes, d'assignar el títol a Kàrpov. La intervenció de la Federació Soviètica d'Escacs va aconseguir posar d'acord els dos jugadors per iniciar el matx al final del mes de juliol, i també que el perdedor fos inclòs en el matx final dels candidats per decidir l'aspirant al títol de campió del món en el Campionat del món de 1987, que se celebraria el juliol o l'agost.
L'elecció de la seu fou inusual: les primeres dotze partides es van jugar a Londres, que va celebrar el centenari del primer Campionat del món (també realitzat en diverses seus), mentre que les altres dotze es van dur a terme a Sant Petersburg. Va ser el primer campionat del món disputat entre dos jugadors soviètics jugat fora de les fronteres de la Unió Soviètica.
L'àrbitre va ser el Gran Mestre Lothar Schmid.

## Resultats
El matx es va jugar al millor de 24 partides. En cas d'empat 12-12, en Kaspàrov retindria el seu títol.
|                                 | 1 | 2 | 3 | 4 | 5 | 6 | 7 | 8 | 9 | 10 | 11 | 12 | 13 | 14 | 15 | 16 | 17 | 18 | 19 | 20 | 21 | 22 | 23 | 24 | Punts |
| ------------------------------- | - | - | - | - | - | - | - | - | - | -- | -- | -- | -- | -- | -- | -- | -- | -- | -- | -- | -- | -- | -- | -- | ----- |
| Garri Kaspàrov (Unió Soviètica) | ½ | ½ | ½ | 1 | 0 | ½ | ½ | 1 | ½ | ½  | ½  | ½  | ½  | 1  | ½  | 1  | 0  | 0  | 0  | ½  | ½  | 1  | ½  | ½  | 12½   |
| Anatoli Kàrpov (Unió Soviètica) | ½ | ½ | ½ | 0 | 1 | ½ | ½ | 0 | ½ | ½  | ½  | ½  | ½  | 0  | ½  | 0  | 1  | 1  | 1  | ½  | ½  | 0  | ½  | ½  | 11½   |